# Strobilanthes dryadum
Strobilanthes dryadum är en akantusväxtart som beskrevs av Raymond Benoist. Strobilanthes dryadum ingår i släktet Strobilanthes och familjen akantusväxter. Inga underarter finns listade i Catalogue of Life.